# Ulla Höglund-fallet
Ulla Höglund-fallet var ett rättsfall och en uppmärksammad svensk rättegångsprocess år 1970. Fallet gällde mordet på Ulla Höglund från Södertälje, född 15 november 1940, dödförklarad 4 juni 1970.

## Bakgrund
Ulla Catarina Höglund, 29 år gammal och mor till tre barn, försvann kvällen den 20 maj 1970. Enligt maken, som då och då börjat jobba i Tyskland och börjat studera tyska hemma i Sverige, släppte Ulla av honom på skolan och skulle sedan, innan hon skulle hämta honom två timmar senare, på besök hos sin syster. Vid tyskalektionens slut hämtade Ulla inte upp sin man som bestämt. Efter en stunds väntan fick han bege sig hemåt till fots. Vid senare förhör uppgav systern att Ulla aldrig varit på besök. Dagen efter anmälde maken henne försvunnen på polisstationen. Maken häktades några dagar senare, då man hittat paret Höglunds bil, en vinröd Renault, på en parkering med sätet bakskjutet. Polisen menade att en man lämnat bilen där, då Ulla endast var 164 cm lång, och ingen annan än Ullas make ansågs lämplig. 
Klockan 20.40 på kvällen den 3 juni 1970 ringde en anonym man till en polisman i Södertälje och förklarade var kroppen låg. Han insisterade på att inte vara med i några utredningar och krävde att få vara anonym. Morgonen den 4 juni, dagen därpå, hittades Ulla under en gran utanför Hallinge cirka en mil från hemmet. Den anonyma ringaren antogs först vara Ullas make, men efter att ett vittne sett en, enligt beskrivning, normalbyggd man med hårväxt i ansiktet fick vittnet peka ut personen på polisstationen. Ulla Höglunds make var med bland personerna men pekades inte ut. Han hade även alibi då hans 11-åriga dotter och han suttit och tittat på tv vid den aktuella tidpunkten. Ett annat vittne ska ha sett Ulla plocka upp en okänd man vid tidpunkten efter att hon lämnat av mannen på skolan. En teori är att hon haft en hemlig älskare, som bragt henne om livet.

## Rättegången
Rättegången, som inleddes i augusti 1970, blev dramatisk och mycket uppmärksammad, mycket på grund av det hårda tonläget mellan länsåklagaren Otto Meijer (född 1910) och den åtalades advokat Olof Arvidson (född 1924), som var mycket kritisk mot utredningen. Riksåklagaren Holger Romander beslöt under pågående rättegång att, på Otto Meijers egen begäran, befria Meijer från uppdraget som åklagare i målet, något som är mycket sällsynt. Rättegången lades därefter ner, och utredningarna avslutades formellt i maj 1972.
I samband med att fallet preskriberades år 1995 sade advokat Olof Arvidson: "Jag har inte sett ett liknande rättsfall i Sverige. Det var unikt". I samma artikel beskrev TT:s kriminalreporter Kjell Rynhag fallet som "ett av de mest uppmärksammade mordfallen i svensk kriminalhistoria".. 
Advokat Olof Arvidson, som senare medverkade i flera andra uppmärksammade rättsfall, bland annat som försvarare åt Stig Bergling och i Johan-fallet, skrev 1971 en bok om mordet på Ulla Höglund och den efterföljande rättegången med namnet Erkänn!.